# Kim Jong-hun
Ne doit pas être confondu avec Kim Jung-eun ou Kim Jong-un.
Dans ce nom, le nom de famille, Kim, précède le nom personnel.
Kim Jong-hun (1er septembre 1956) est un entraîneur de football nord-coréen. Il est le sélectionneur de l'équipe de Corée du Nord de football qui s'est qualifiée pour la phase finale de Coupe du monde de football de 2010. C'était seulement la deuxième fois que le pays se qualifiait pour une phase finale de Coupe du monde après 1966.
La popularité de Jong-hun était alors à son apogée.
La Corée du Nord fait partie du Groupe G de la Coupe du monde de football de 2010 composé du Brésil, du Portugal et de la Cote d'Ivoire. Les commentateurs le qualifient de "groupe de la mort".
Après une défaite honorable contre le Brésil (2-1) et une première mi-temps du même niveau contre le Portugal (1-0), sa sélection subit une déroute en encaissant sept buts (défaite 7-0). Le dernier match n'est guère mieux avec une nouvelle défaite 3-0 contre la Cote d'Ivoire.
Kim Jong-hun est depuis 2011 l'entraineur du club Sobaeksu Sports Club.